# Cioburciu, Ștefan Vodă
Cioburciu este un sat din raionul Ștefan Vodă, Republica Moldova.

## Etimologie
Cioburciu este o denumire românizată după 1991 a numelui din limba ucraineană Чобурчі. Denumirea satului este în rusă Чобручи, a cărei formă românizată, mai rar folosită, este „Ciobruciu”. Denumirea moldovenească medievală care a dăinuit până în 1812 era „Ciubărciu”, probabil de la „ciubăr”, găleată din doage de lemn cu torți, folosită pentru a scoate apă din puțuri. O altă semnificație a cuvântului poate fi „desiș” sau „hățiș”.

## Istorie
În raza actualului sat Cioburciu, săpăturile arheologice au scos la iveală lespezi de piatră antice cu inscripții grecești din sec. II, în legătură cu cetatea Tyras, 11 tumuli funerari scitici cu data incertă și morminte comănești din sec. XIII. În Evul Mediu, malul drept al Nistrului de Jos era administrat de două centre de putere domnească: Cetatea Palanca și Pârcălăbia Ciubărciului, aflate pe „drumul mare moldovenesc” dintre Tighina și Cetatea Albă. 
Prima atestare documentară în 1528, într-un hrisov în care este menționat Fătul pârcălabul Ciobărcii:
„Din mila lui dumnezeu, noi Petru voievod, domn al Țării Moldovei. Facem cunoscut cu această carte a noastră tuturor ce lor ce o vor vedea sau o vor auzi citindu-se, că acest adevărat boier al nostru credincios, pan Toader logofăt, ... văzând slujba lui drept credincioasă către noi, l-am miluit cu deosebita noastră milă și i-am dat dela noi, în țara noastră în Moldova, două părți din trei părți de sat, din Starosiliți, ...

Și întru aceasta, au venit înaintea noastră și înaintea boierilor noștri sluga noastră Fătul pârcălab de Ciobărcii și surorile lui, Stanca și Solomia și Neagșa și Ana și Anghelina, copiii lui Coste posadnic, de bunăvoia lor, nesiliți de nimeni nici asupriți și au schimbat cu domnia mea ocina lor dreaptă și cumpărătura tatălui lor Costea posadnic, a treia parte de sat din Starosilți ... 

Și domnia mea am dat lor schimb, pentru a treia parte a lor de sat din Starosilți, un sat în ținutul Horincei, anume Stoboreni, ...

...

A scris Dumitru Popovici da Huși, în anul 7036 <1528> luna Aprilie 8.”
În 1535 voievodul Petru Rareș îl numește pe Tomșa pârcălab al Ciubărciului pentru apărarea satelor Chișinăul Mare, Talmaza, Răscăieți, Purcari și Olănești. Începând cu anul 1595, Ciubărciul, împreună cu alte șapte localități  face parte din „Satele hănești”, care nu i-au mai aparținut principatului Moldovei, ci hanilor tătari crimeeni în numele Imperiului Otoman. „Acesta este un sat înfloritor de tătari și vlahi, format din cinci sute de case acoperite cu stuf, cu geamie de piatră, biserică de lemn și șaptezeci de dughene, fiind sub cârmuirea „agăii de țărmuri” și făcând parte din ținutul cetății Tighina. O dată pe săptămână are loc aici un mare târg. Fiindcă se află la marginea Nistrului, se găsesc multe vii și livezi”, scria la 1657 călătorul turc Evlia Celebi. După 1772 biserica sătească din lemn a fost rezidită în piatră și a fost dărâmată la mijlocul sec. XX. În anul 1812 „satele hănești” au intrat în posesia Imperiului Rus căruia i-au aparținut până în 1917. Biserica actuală „Sf. Dumitru” a fost construită la începutul anilor 2000.

## Geografie
Mai sus de sat, lângă pădurea ocolului silvic „Olănești”, este amplasată Râpa lui Albu, o arie protejată din categoria monumentelor naturii de tip geologic sau paleontologic.

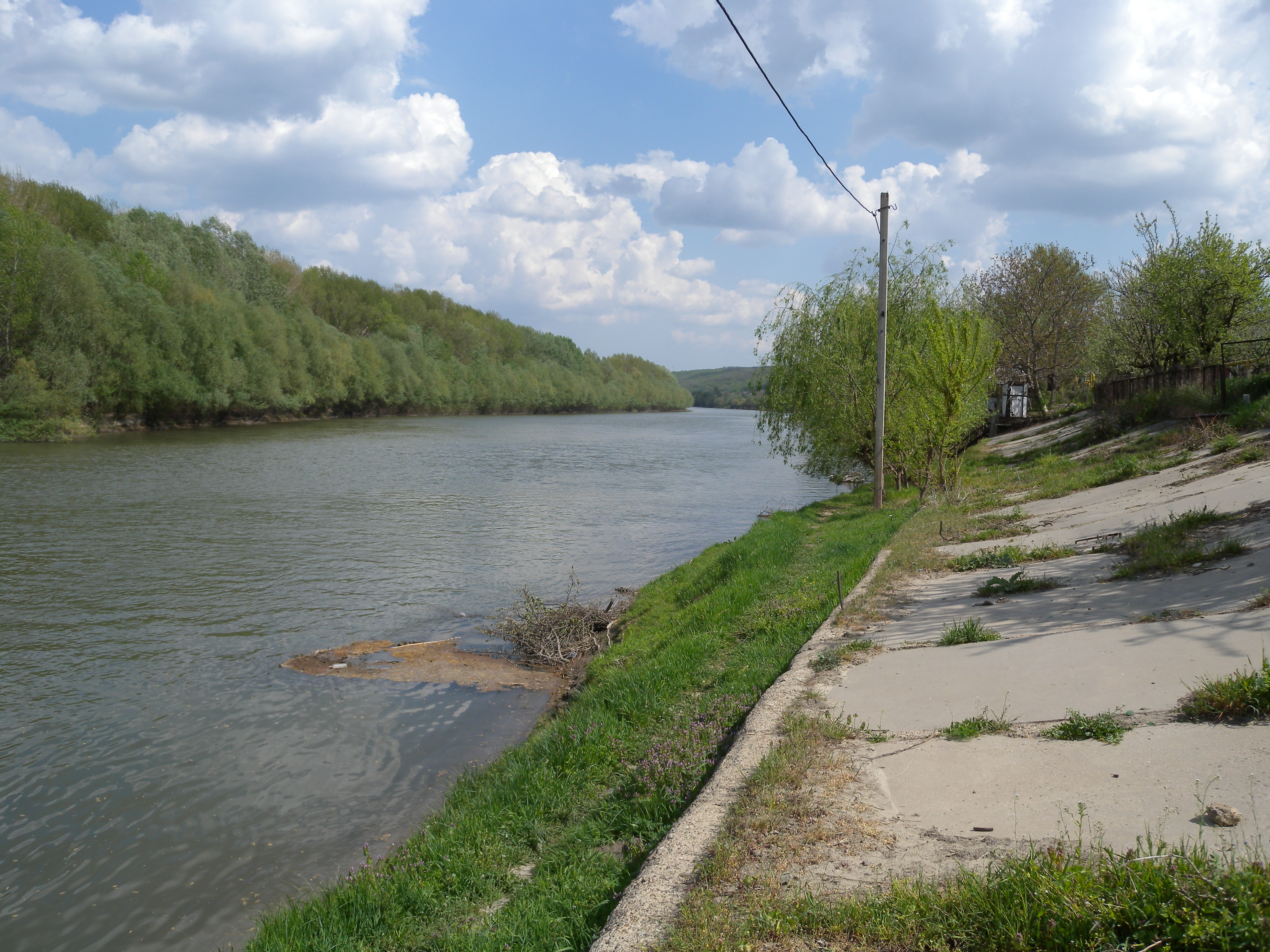
Nistrul în dreptul Cioburciului

## Demografie

### Structura etnică
Structura etnică a localității conform recensământului populației din 2004:
| Grup etnic                                               | Populație | % Procentaj  |
| -------------------------------------------------------- | --------- | ------------ |
| Băștinași declarați Moldoveni Băștinași declarați Români | 2.791 30  | 97,55% 1,05% |
| Ruși                                                     | 25        | 0,87%        |
| Ucraineni                                                | 11        | 0,38%        |
| Bulgari                                                  | 3         | 0,10%        |
| Alții                                                    | 1         | 0,03%        |
| Total                                                    | 2.861     |              |

## Administrație și politică
Componența Consiliului local Cioburciu (13 consilieri), ales la 5 noiembrie 2023, este următoarea:
|  | Partid                                       | Consilieri | Componență | Componență | Componență | Componență | Componență | Componență |
|  | -------------------------------------------- | ---------- | ---------- | ---------- | ---------- | ---------- | ---------- | ---------- |
|  | Platforma Demnitate și Adevăr                | 6          |            |            |            |            |            |            |
|  | Partidul Acțiune și Solidaritate             | 4          |            |            |            |            |            |            |
|  | Partidul Socialiștilor din Republica Moldova | 3          |            |            |            |            |            |            |

## Cultură
Un muzeu prezintă localitatea, împrejurimile și istoria lor. În sat activează gimnaziul teoretic „Mihai Sîrghi” cu 32 profesori și 7 învățători, cât și două grădinițe, cu un total de 19 educatori. Funcționează și o școală de Arte „Maria Bieșu” unde peste patruzeci de copii învață dansurile populare, profesoară fiind Snejana Dumitrașcu.